# تبة (غرمي)
تبة (بالفارسية: تپه) هي قرية تقع في أردبيل في إيران. يقدر عدد سكانها بـ 406 نسمة بحسب إحصاء 2016.